# Robert Erickson
Robert Erickson (* 7. März 1917 in Marquette, Michigan; † 24. April 1997 in San Diego, Kalifornien) war ein US-amerikanischer Komponist.
Erickson studierte bis 1948 bei Ernst Krenek an der Hamline University in St. Paul. Nach der Erlangung des Grades eines Master of Arts unterrichtete er zunächst am St. Catherine College in St. Paul, dann am San Francisco Conservatory und ab 1966 an der University of California, San Diego. Er erhielt drei Yaddo-Stipendien (1952, 1953 und 1965), ein Guggenheim-Stipendium (1966) und ein Stipendium des Institute for Creative Arts der University of California (1968). 1981 wurde er mit einem Preis des American Institute of Arts and Letters ausgezeichnet.
Erickson war einer der ersten Komponisten in den USA, der die Zwölftonmusik aufnahm und Musik für das Tonband komponierte. Sein Werk umfasst u. a. eine Oper, Orchestervariationen, eine Fantasie für Cello und Orchester, ein Klavierkonzert, zwei Streichquartette und weitere kammermusikalische Werke, Klavierstücke, Chöre, Lieder, eine Pastorale für Chor, Sopran, Tenor und Streichquartett und Stücke für Tonband und Instrumente. Er veröffentlichte auch musiktheoretische Schriften. 

## Werke
- The Star Song für Frauenchor, 1944
- Be Still My Soul für gemischten Chor, 1945
- Three Contralto Songs (Text von Margot Ruddock), 1945
- The Nineteen Forty-five Variations für Klavier, 1945–46
- Sonata for Piano, 1948
- String Quartet No. 1, 1950
- Fantasy for Cello and Orchestra, 1954
- Quartet for Strings, 1956
- The End of the Mime of Mick, Nick, and the Maggies für gemischten Chor (Text von James Joyce), 1962
- Toccata for Piano, "Ramus", 1962
- Piece, for two toy pianos and pre-recorded bells, 1965
- Scapes für zwei Instrumentengruppen, 1966
- Ricercare a 5 für fünf Posaunen oder Soloposaune und vier Tonbänder, 1966
- Roddy für Tonband, 1966
- Birdland für Tonband, 1967
- Ricercare a 3 für Kontrabass und Tonband, 1967
- Do It für zwei Chorgruppen, 1968
- Cardinitas'68 für Sopran, Posaune, Recorder, Fagott, Kontrabass, Perkussion und Tonband, 1968
- Pacific Sirens für Ensemble und Tonband, 1969
- General Speech für Soloposaune, 1969
- High Flyer für Soloflöte, 1969
- Pacific Sirens für Tonband und Instrumente, 1969
- Nine and a Half for Henry für Tonband und Instrumente, 1970
- Percussion Loops, 1973
- Summer Music für Violine und Tonband, 1974
- White Lady für Bläserensemble, 1975
- Kryl, Sonate für Trompete solo, 1977
- Garden für Violine und Orchester, 1977
- Night Music für Trompete und zehn Instrumente, 1978
- Quoq für Soloflöte, 1978
- The Idea of Order at Key West für Sopran, Flöte, Klarinette, Trompete, Viola und Callo (Text von Wallace Stevens), 1979
- Auroras für Orchester, 1981
- Postcards für Mezzosopran und Laute nach eigenen Texten, 1981
- The Pleiades für Solovioline, 1981
- Taffy Time, 1983
- Sierra für Tenor und Kammerorchester, 1984
- Solstice, Streichquartett (Friedheim Award für Kammermusik 1985)
- Quintet für Flöte, Klarinette, Trompete, Viola und Cello, 1985
- Dunbar's Delight für Pauken, 1985
- Corona für Orchester, 1986
- Two Songs: Days and Nights; Seasonal für Sopran, Klarinette, Viola und Klavier nach eigenen Texten, 1986
- Corfu für Streichquartett, 1986
- Trio für Klarinette, Cello und Harfe, 1986
- Recent Impressions für kleines Ensemble, 1987
- Fives für Viola, Cello, Horn, Bassklarinette und Klavier, 1988
- Music for Trumpet, Strings, and Tympani, 1990
- Trio für Violine, Viola und Klavier
- Duo for Violin and Piano
- Rainbow Rising für Orchester
- Scapes II für Kammerorchester
- Sirens and Other Flyers für Orchester
- Down at Piraeves für gemischten Chor
- Job Choruses für gemischten Chor
- Song of Songs, Motette für Frauenchor
- Cradle II für Perkussionsensemble

## Schriften
- The Structure of Music: A Listener's Guide. A Study of Music in Terms of Melody and Counterpoint. Noonday Press, New York 1955
- Sound Structure in Music. University of California Press, Berkeley 1975, ISBN 0-520-02376-5